# Rehuerdjersen

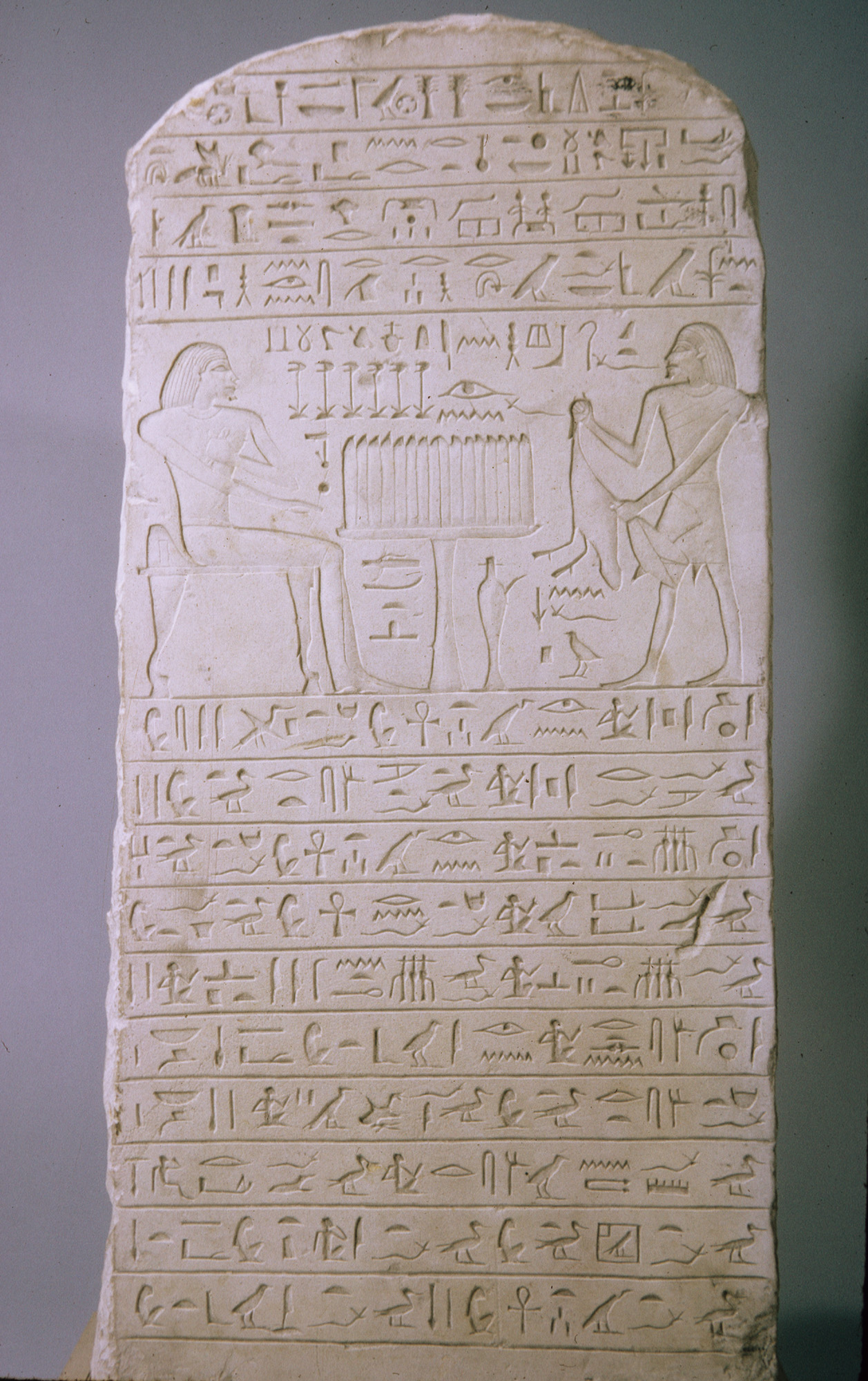
Stele des Rehuerdjersen, im Metropolitan Museum of Art

Rehuerdjersen war ein altägyptischer „Schatzmeister“ der 12. Dynastie. Rehuerdjersen ist von einer Stele aus Abydos und von seinem Mastabagrab in El-Lischt bekannt. Er war einer der höchsten Staatsbeamten und trug verschiedene wichtige Titel, darunter „Mitglied der Elite“, „Erster an Aktion“, „königlicher Siegler“, „einziger Freund“, „Vorsteher des Schatzhauses“, „Leiter der königlichen Schürze“ und seinen Amtstitel „Schatzmeister“.

## Belege
Die Datierung des Rehuerdjersen ist problematisch. Sein Grab befand sich neben der Pyramide von Amenemhet I., weswegen er als dessen Schatzmeister angesehen wurde. Seine Stele datiert stilistisch jedoch unter Amenemhet II., weshalb vermutet wurde, dass er unter diesem Herrscher amtierte. Neuere Untersuchungen zeigen, dass der Stil der Reliefs in der Mastaba, die ihm zugeschrieben wird, unter Amenemhet I. anzusetzen sind. Von dieser Beleglage ausgehend, muss entweder angenommen werden, dass es zwei Schatzmeister mit diesem Namen gab oder dass die Stele nach seinem Tod zu seinen Ehren angefertigt wurde. Eine dritte Option besteht allerdings darin, dass die ihm zugeschriebene Mastaba (Grab 384) gar nicht ihm gehörte. Die mit seinem Namen beschriebenen Reliefs fanden sich nämlich nicht in, sondern verstreut um diesen Bau und könnten theoretisch von einer bisher nicht gefundenen weiteren Mastaba stammen.

## Die Mastaba
Die Mastaba wurde schon 1894–1895 während einer Grabungskampagne in El-Lischt von einer französischen Expedition ausgegraben und publiziert, ohne dass sie einem bestimmten Besitzer zugeordnet werden konnte. Sie wurde ein zweites Mal 1920–1921 von einer amerikanischen Expedition untersucht. Der Bau befindet sich westlich der Pyramide von Amenemhet I., innerhalb der äußeren Einfriedungsmauer. Die eigentliche Mastaba war ein massiver Bau von etwa 13,5 × 9 m Größe. An der Südseite befand sich der Eingang zu zwei Kulträumen. Im Norden, erreichbar über das Dach der Mastaba, befand sich der Grabschacht, der mehr als 20 m in die Tiefe führt, wegen des Grundwassers jedoch nie ausgegraben wurde. Die Innenräume des Baues waren mit Reliefs dekoriert. Sie zeigen Opfergabenträger, den Grabherrn auf einem Boot im Papyrusdickicht und die Zubereitung von Wein. Reliefs mit dem Namen des Rehuerdjersen fanden sich verstreut außerhalb des Grabes und zeigen ihn sitzend oder stehend. Diese Reliefs schmückten vielleicht den Eingang des Grabes. Die Mastaba war von einer massiven Ziegelmauer umgeben. An der Südseite befanden sich Priesterwohnungen. Innerhalb des Mastababezirkes fanden sich zahlreiche Grabschächte, die jedoch teilweise viel später zu datieren sind.